# Vicsegodszkij
Vicsegodszkij (oroszul: Вычегодский) városi jellegű település Oroszország Arhangelszki területén. Közigazgatásilag Kotlasz városi körzethez tartozik.
Lakossága: 12 861 fő (a 2010. évi népszámláláskor).

## Fekvése
Az Arhangelszki terület délkeleti részén, Kotlasztól 13 km-re keletre, a Vicsegda torkolata közelében, a folyó bal oldali holtágának partján terül el.

## Története
A település a második világháború idején, a Konosa–Kotlasz–Vorkuta vasútvonal kiépülésekor keletkezett. A nagy járműtelep és járműjavító létesítésére Kotlasznál alkalmasabbnak bizonyult az itteni viszonylag szárazabb terület. Az építkezés 1942-ben kezdődött, ekkor készültek az első barakkok is. A vasútállomás, a járműtelep és maga a település a Gulag rabjainak munkájával épült. Környékén több lágert is létesítettek, a helyi téglagyárban nők dolgoztak.
Az állomást, mely elsősorban teherpályaudvarként működik, a túlparti történelmi városról, Szolvicsegodszkról nevezték el; az építése során kialakult helységet pedig 1949-ben hivatalosan Vicsegodszkijnak. Az 1950-es években húzták fel az első téglaépületeket, köztük az első iskolát.
A település a vasúttal együtt növekedett. A lakásépítési program részeként paneleket készítő házgyár épült. 1975-ben nagy baromfikeltető és -feldolgozó telep kezdte meg a működést. A település életét meghatározó tényező továbbra is a vasút maradt.